# WIND (倖田來未の曲)
「WIND」（ウインド）は、倖田來未の楽曲である。2006年2月15日に29枚目のシングルとして発売された。発売元はrhythm zone。

## 解説
12週連続シングルリリース第11弾・5万枚完全限定生産作品。シングルジャケットイメージはイタリア。
トリノオリンピックのフジテレビ系の中継テーマソングとして使用された。ジャケット写真もオリンピックの開催地であるイタリアにのっとり、イタリアの民族衣装を着たものになっている。口元につけひげをしており、男性的な格好になっている。
PVではCGも駆使され、彼女の愛犬・ラムも登場している。
2006年8月26日、27日両日のa-nation'06・東京公演では、最後の曲として予定されていた「Shake It Up」が急遽彼女の希望により「WIND」に変更された。

## 収録曲
（作詞：Kumi Koda、Kensuke Morimoto / 作曲：Kensuke Morimoto / 編曲：h-wonder）
1. WIND [4:26]
2. WIND (Instrumental) [4:26]

## タイアップ
- トリノオリンピックフジテレビ系中継テーマソング (#1)

## 収録アルバム
- WIND
  - 『BEST 〜second session〜』
  - 『MY NAME IS…』(ファンクラブ限定盤)
  - 『BEST 〜2000-2020〜』(ファンクラブ限定盤)

## 収録ライブ映像
- WIND
  - 『BEST 〜second session〜 リリースパーティー』(LIVE TOUR 2005 〜first things〜 deluxe edition)
  - 『KODA KUMI LIVE TOUR 2006-2007 〜second session〜』
  - 『KODA KUMI PREMIUM LIMITED LIVE IN HALL IN YOKOHAMA ARENA』(Kingdom)
  - 『KODA KUMI LIVE TOUR 2007 〜Black Cherry〜 SPECIAL FINAL in TOKYO DOME』
  - 『KODA KUMI LIVE TOUR 2008 〜Kingdom〜』
  - 『KODA KUMI SPECIAL LIVE “Dirty Ballroom” 〜One Night Show〜』(TRICK、リミックスバージョン)
  - 『KODA KUMI 2009 TAIWAN』(メドレー)
  - 『Dream music park』(Dejavu、メドレー)
  - 『KODA KUMI 10th Anniversary 〜FANTASIA〜 in TOKYO DOME』(メドレー)
  - 『Koda Kumi 15th Anniversary First Class 2nd LIMITED LIVE at STUDIO COAST』(WALK OF MY LIFE、ファンクラブ限定盤)
  - 『Koda Kumi 15th Anniversary Live Tour 2015 〜WALK OF MY LIFE〜』(メドレー)
  - 『KODA KUMI LIVE TOUR 2016 〜Best Single Collection〜』(メドレー)
  - 『KODA KUMI LIVE TOUR 2018 -DNA-』
  - 『KODA KUMI 20th ANNIVERSARY TOUR 2020 MY NAME IS...』